# 2-й Хмельовий провулок (Житомир)
2-й Хме́льовий провулок — провулок в Богунському районі міста Житомира.     

## Характеристики
Розташований у північно-західній частині міста, в історичній місцевості Нова Рудня, біля підніжжя Суриної гори.             
Бере початок з Метеорологічного провулка, прямує на північний захід та завершується перехрестям з вулицею Маликова.             
Провулок розташований у місцевості з яксраво вираженим рельєфом. Піднімаючись на Сурину гору, має стрімкі перепади висот на своєму кінці у порівнянні з початком.             

Забудова провулка — садибна житлова, що сформувалася до Другої світової війни.     

## Історія
Перша назва провулка — Римо-Католицький кладбищенський провулок. На мапі міста 1915 року позначений як провулок Римо-Католицького кладовища.
У 1969 році на прохання місцевих мешканців, провулку надано сучасну назву, оскільки провулок завершувався біля хмельових плантацій колгоспу ім. Мічуріна.        
Провулок формувався як об'їзд Польського цвинтаря з північно-східного боку. До початку ХХ ст. сформувався житловий початок провулка. На мапах початку ХХ ст. провулок завершувався кутком; забудова провулка сформувалася до нинішньої садиби № 6.
До Другої світової війни провулок сформувався остаточно. Згідно з мапами періоду німецької окупації, у провулку знаходилися садиби №№ 2 —18. На місці нинішньої вулиці Маликова провулок завершувався як житловий і повертав на захід, проходячи паралельно північній межі Польського кладовища та прямуючи до берега річки Кам'янки.        
Наприкінці 1980-х років провулок з'єднався з новозбудованою вулицею Маликова, а колишнє продовження провулка у вигляді дороги, паралельній північній межі Польського кладовища зникло, оскільки там була збудована вулиця Маликова.        